# Tolumnia triquetra
Tolumnia triquetra là một loài thực vật có hoa trong họ Lan. Loài này được (Sw.) Nir miêu tả khoa học đầu tiên năm 1994.